# Parque Aquático Maria Lenk
Parque Aquático Maria Lenk – obiekt pływacki w Rio de Janeiro, w Brazylii. Został otwarty 8 lipca 2007 roku. Może pomieścić 5000 widzów. Znajduje się na terenie kompleksu sportowego Parque Olímpico da Barra, w dzielnicy Barra da Tijuca.
Na obiekt składają się dwa położone obok siebie, odkryte (niezadaszone) baseny pływackie, jeden o wymiarach 50 × 25 m i drugi o wymiarach 30 × 25 m, z wieżami, przeznaczony do pływania synchronicznego i skoków do wody. Wzdłuż basenów (po stronie wschodniej i zachodniej) położone są dwie zadaszone trybuny, mogące łącznie pomieścić 5000 widzów. Poza obrębem trybun znajduje się trzeci, treningowy basen, o wymiarach 50 × 20 m. Obiekt nosi imię brazylijskiej pływaczki Marii Lenk, zmarłej na kilka miesięcy przed otwarciem areny.
Parque Aquático Maria Lenk został zainaugurowany 8 lipca 2007 roku. Obiekt został wybudowany w związku z organizacją Igrzysk Panamerykańskich 2007, w trakcie których rozegrano na nim zawody w pływaniu, pływaniu synchronicznym i skokach do wody. Po igrzyskach panamerykańskich odbyły się również igrzyska panamerykańskie dla osób niepełnosprawnych („Parapan”), w trakcie których obiekt gościł zawody pływackie. W 2011 roku obiekt był areną zawodów pływackich w ramach 5. Światowych Wojskowych Igrzysk Sportowych. W 2016 roku Parque Aquático Maria Lenk był jedną z aren Letnich Igrzysk Olimpijskich 2016. W ramach igrzysk odbyły się na nim zawody w pływaniu synchronicznym i skokach do wody, a także część spotkań turnieju piłki wodnej.